# Печник (Республика Сербская)
Печник (серб. Пећник / Pećnik) — село в общине Вукосавле Республики Сербской Боснии и Герцеговины. Население составляет 237 человек по переписи 2013 года.

## История
Ранее называлось Видиковац (серб. Видиковац), до войны в Боснии и Герцеговины входило в общину Модрича.